# Приндзу, Эвтихия
Эвтихия Приндзу (греч.  Ευτυχία Πρίντζου , Янина 1915 — 27 июля 1948) — греческая политическая деятельница, участница антифашистского Сопротивления, член Коммунистической партии Греции. 
Секретарь партийной организации нома Янина и член регионального партийного Бюро Эпира. 
Расстреляна в 1948 году, после характерного для периода Гражданской войны в Греции массового судебного процесса, получившего по её имени название “Дело Приндзу”. 
Сегодня её именем названа одна из центральных улиц Янин.

## Биография
Эвтихия Приндзу родилась в городе Янина в 1915 году, в семье врача Янниса Приндзоса. 
Окончила “Школу братьев Зосимас” в Янина, затем училась филологии на философском факультете Афинского университета. 
По завершении университетской учёбы вернулась в Янина и была назначена филологом в 1-ю женскую гимназию. 
Одновременно взяла на себя организацию “Библиотеки братьев Зосимас”, в которой впоследствии стала директором.
В период греко-итальянской войны (1940-1941) добровольно служила медсестрой в прифронтовом военном госпитале Янин, где директором был её отец. 
В годы тройной, германо-итало-болгарской, оккупации Греции (1941-1944) вступила в руководимый коммунистами Национально-освободительный фронт Греции, а затем в Коммунистическую партию Греции.
В тот период в регионе Эпира жили около 4000 евреев. Одной из задач Приндзу было убедить евреев уйти в регионы, контролируемые Народно-освободительной армией Греции, чтобы спасти свои семьи и принять участие в борьбе против оккупантов.
Однако руководители еврейской общины сочли советы Приндзу коммунистической пропагандой ("коммунистическим пальцем") и дали указание своим соплеменникам не следовать советам Эвтихии. 
В результате почти все члены общины оказались в немецких лагерях.
Издание компартии подтверждает поведение руководства еврейских общин в большинстве регионов страны и пишет, что из 1850 евреев города Янин погибли 1687. 
За свою подпольную деятельность Эвтихия была арестована немцами к концу войны и отправлена в лагерь “Павлос Мелас” македонской столицы, города Фессалоники. 
Её отправка в немецкий концлагерь в Дахау не состоялась, в силу спешной эвакуации немецких войск из Греции в октябре 1944 года, после чего она вернулась в Янина
В последовавший после британской военной интервенции 1944 года период “Белого террора” монархистов и бывших коллаборационистов против коммунистов и участников Сопротивления, Эвтихия Приндзу также подверглась гонениям. Она была уволена из гимназии, а также с поста директора “Библиотеки Зосимас”.

## Дело Приндзу
Эвтихия Приндзу была арестована весной 1948 года, и предстала перед чрезвычайным трибуналом Янин, обвиняемая в мобилизации партизан для Демократической армии Греции. 
В тот период она была секретарём партийной организации нома Янина и членом регионального партийного Бюро Эпира. 
Эвтихия и другие подсудимые подверглись пыткам на протяжении 4 дней. 
Первый суд состоялся 15 июня 1948 года. Из 10 обвиняемых трибунал приговорил к смерти четырёх, которые были расстреляны 22 июня 1948 года. Среди расстрелянных была София Фариду, мать малолетнего ребёнка. 
Дело остальных, включая Эвтихию Приндзу, было перенесено на рассмотрение последующим заседанием трибунала.
8 июля 1948 года, в зале “Педагогической академии Зосимас” состоялся процесс, который в истории гражданской войны получил имя "Дело Приндзу". 
Перед трибуналом предстали 117 граждан (членов компартии, просто симпатизирующих коммунистам и членов всегреческой молодёжной организации ΕΠΟΝ) за нарушение закона Α.Ν 509, то есть "попытки изменить силой существующий социальный режим". 
Несмотря на то, что улик против обвиняемых было недостаточно (распространение листовок и сбор денег) и обвинение не было доказано, 48 обвиняемых, среди них Эвтихия Приндзу и 4 несовершеннолетних учеников гимназии, были приговорены к смерти. 
Одним из членов трибунала был капитан Стилианос Паттакос, в будущем один из руководителей военного режима Чёрных полковников (1967-1974). 
Решение трибунала было оглашено 23 июля 1948 года. 
Последними словами Эвтихии были: "Надеюсь, что я буду последней жертвой этой резни между братьями и любовь и мир восторжествует в нашем Отечестве". 
В конечном итоге, из 48 приговорённых к смерти были расстреляны 16.
Попытки Общества юристов Янин, митрополита Спиридона и других деятелей города отменить расстрел не увенчались успехом. 
В те дни в северной части горного хребта Пинд, всего в нескольких километрах от Янин, разворачивалось одно из самых больших сражений гражданской войны.
Эвтихия Приндзу, вместе с 4 другими приговорёнными к смерти, была расстреляна 27 июля 1948 года в местечке Ставраки, недалеко от Янин. 
Остальные 11 приговорённых к смерти были расстреляны двумя группами, 9 и 10 августа 1948 года.

## Сегодня
В 1983 году муниципалитет города Янин, большинством голосов (правое меньшинство покинуло зал заседаний в знак протеста) приняло решение воздвигнуть на месте расстрела памятник. 
Памятник был выполнен известным скульптором Костасом Казакосом. 
Мемориальная церемония и служба проходят у памятника в конце июля каждого года. 
Именем Эвтихии Приндзу была названа одна из центральных улиц Янин. 
Эвтихии Приндзу посвящено одно из стихотворений поэтессы Анны Бурадзи-Тода.